# Eulepidotis crocota
Eulepidotis crocota là một loài bướm đêm trong họ Erebidae.